# 世界の都市的地域の人口順位
世界の都市的地域の人口順位(せかいのとしてきちいきのじんこうじゅんい)は都市的地域により、世界の都市部の人口を算出された順位である。以下は2012年に更新されたウェンデル・コックスらの試算により作成された世界の都市的地域の順位表である。

## 定義
2012年にウェンデル・コックスらが公表したDemographiaによる都市的地域(urban area)の定義は、原則として400人/km2以上の人口密度を有する、建物が連続する地域である。したがって市町村などという行政区画の人口で計測したものではなく、行政区画とは無関係に、実質的に都市部が形成されている域内を1つの都市的地域として計測している。
例えばパリは行政区画としての市域だと面積105km2、人口約220万人であるが、市の外部へも高い人口密度を維持した都市部や、建物が連続する都市部を広く形成していることから、都市的地域としての面積は2,844km2と市域のおよそ27倍、人口は1,075万人との評価を受けている。逆に重慶市の場合、市域人口は2,800万人を超えているものの、市の面積そのものが北海道並みにあり、市のほとんどの面積は農村部など非都市的地域であるため、重慶の都市的地域の面積は777km2で市域の1%に満たず、人口も632万人と推計されている。